# Harris Corporation
Harris Corporation — бывшая американская компания, производившая телекоммуникационное оборудование и другую электронику, а также оказывающая связанные с ними услуги. Основным потребителем продукции и услуг компании является правительство США и его подрядчики. В 2019 году в результате слияния с компанией L3 Technologies была сформирована новая компания L3Harris Technologies.

## История
Компания основана в 1895 году под названием Harris Automatic Press Company (компания Харриса по производству автоматических печатных прессов). После поглощения нескольких других производителей типографского оборудования компания была зарегистрирована в 1926 году в штате Делавэр под названием Harris-Seybold-Potter Company. После ещё одного поглощения в 1957 году название было изменено на Harris-Intertype Corporation, однако компания продолжала оставаться производителем оборудования для издательского дела.
В область электроники Harris-Intertype Corporation пришла в 1967 году с покупкой за $56 млн флоридской компании Radiation, Inc. Эта компания была основана в начале 1950-х и занималась в основном выполнением правительственных заказов на электронное оборудование для аэрокосмической отрасли. После объединения оборот компании превысил $250 млн, а количество сотрудников составило 12 тысяч. В 1969 году была куплена компания RF Communications, Inc., в 1972 году — подразделение GE по производству телевизионного оборудования, а также производитель компьютерной техники из Далласа, компания UCC-Communications Systems, Inc. После поглощения в 1974 году производителя суперминикомпьютеров Datacraft Corporation название корпорации было изменено на Harris Corporation; к этому времени электроника составляла 70 % выручки корпорации. В 1979 году было создано совместное предприятие с французской государственной компанией по производству электроники Matra.
В 1980 году за $125 млн была куплена компания Farinon Corporation, производитель микроволновых передатчиков и телефонного оборудования. В 1981 году объём продаж корпорации достиг отметки в $1 млрд. Весной 1983 года Harris Corporation продала все свои предприятия по производству типографского оборудования (к этому времени она занимала первое место в США в этой сфере), решив сконцентрироваться только на электронике. Осенью того же года была поглощена компания Lanier Business Products, Inc., которая занималась организацией автоматизированных рабочих мест. В последующие три года проводилась реорганизация корпорации, в частности было ликвидировано подразделение правительственных систем связи и было сокращено несколько тысяч сотрудников. В 1987 году Harris Corporation была дважды оштрафована в связи с правительственными подрядами, в июне на $1,3 млн за завышение стоимости модернизации системы безопасности наземной службы NASA, а в конце года на $2 млн за выставление фиктивных счетов по контрактам с армией США. Также в этом году Пентагон заблокировал поглощение Harris Corporation британской компанией Plessey. В 1988 году были объединены подразделения полупроводников Harris и GE под названием Harris Semiconductor. В следующем году на основе Lanier Business Products была создана дочерняя компания Lanier Worldwide, Inc., на которую приходилось около трети оборота корпорации. К концу 1980-х оборот Harris Corporation достиг 2 млрд, корпорация стала крупнейшим в США поставщиком оборудования для теле- и радиостанций и наземных систем спутниковой связи, шестым крупнейшим производителем микросхем.
В 1991 году корпорация получила подряд стоимостью $1,7 млрд от Федеральной авиационной администрации США на разработку управляемого голосом переключателя и системы связи для Управления воздушным движением, в 1993 году Harris Corporation получила подряд от ФБР на модернизацию базы данных информационного центра. В 1992 году была куплена канадская компания Westronic Inc. В середине 1990-х корпорация расширила свою деятельность в области здравоохранения и железнодорожного транспорта, в то же время до половины оборота давала деятельность вне США, в частности корпорация модернизировала телестанции в Мексике, занималась телефонизацией отдалённых регионов Китая и Индии, поставляла микроволновое оборудование в развивающиеся страны. В оборонной сфере Harris участвовала в разработке электронного оснащения истребителя-бомбардировщика F/A-18 Hornet, истребителя F-22, вертолёта Comanche и другой военной техники.
В 1999 году Lanier Worldwide, Inc. была выделена в самостоятельную компанию, через два года поглощённую Ricoh.
29 мая 2015 года была за $4,7 млрд куплена компания Exelis, до 2011 года входившая в состав ITT Corporation.

## Руководство
Уильям Браун (William M. Brown) — председатель правления, президент и главный исполнительный директор с 2014 года, в компании с 2011 года. До прихода в Harris Corporation 14 лет проработал в United Technologies на различных постах, в том числе старшего вице-президента и президента подразделения пожарных и охранных систем.

## Акционеры
Крупнейшие владельцы акций Harris Corporation на 31 декабря 2016 года:
- T. Rowe Price Associates, Inc. — 10,52 %;
- The Vanguard Group Inc — 9,72 %;
- Robeco Investment Management, Inc. — 5,94 %;
- State Street Corporation — 3,77 %;
- Wells Fargo Advisors, LLC — 2,94 %;
- BlackRock Fund Advisors — 2,86 %;
- Wells Capital Management Inc. — 2,59 %;
- J.P. Morgan Investment Management, Inc — 2,3 %[8].

## Деятельность
Основные подразделения:
- Коммуникационные системы (Communication Systems) — включает два направления, тактические системы связи для армии и профессиональные системы связи для служб безопасности. Производит широкий спектр передвижных радиостанций и портативных радиопередатчиков. Оборот в 2015/16 году составил $1,864 млрд.
- Космические и разведывательные системы (Space and Intelligence Systems) — производит камеры высокой разрешающей способности и другие датчики, преимущественно для установки на спутники. Также предоставляет услуги по обработке полученной спутниками информации. Оборот $1,899 млрд.
- Электронные системы (Electronic Systems) — разработка, производство и тестирование электронного оснащения военной техники, в основном авиационной. Оборот $1,53 млрд.
- Критические сети (Critical Networks) — предоставляет услуги Управлению воздушным движением, аэропортам, авиакомпаниям и другим клиентам по обеспечению контроля за воздушным транспортом. Эти услуги включают поддержание в рабочем состоянии оборудования, сбор, передачу и обработку информации. Также обеспечивает работу обсерватории Голдстоун. Оборот $2,233 млрд[3].

| Год                 | 2002 | 2003 | 2004  | 2005  | 2006  | 2007  | 2008 | 2009   | 2010  | 2011  | 2012 | 2013 | 2014 | 2015   | 2016   |
| ------------------- | ---- | ---- | ----- | ----- | ----- | ----- | ---- | ------ | ----- | ----- | ---- | ---- | ---- | ------ | ------ |
| Оборот              | 1839 | 2061 | 2519  | 3001  | 3475  | 3738  | 4596 | 5005   | 5206  | 5925  | 5451 | 5112 | 5012 | 5083   | 7467   |
| Чистая прибыль      | 82,6 | 59,5 | 132,8 | 202,2 | 237,9 | 469,9 | 437  | -124,6 | 561,6 | 587,1 | 28   | 109  | 534  | 334    | 324    |
| Активы              | 1855 | 2075 | 2226  | 2457  | 3142  | 4406  | 4628 | 4465   | 4744  | 6173  | 5576 | 4845 | 4919 | 13 127 | 11 996 |
| Собственный капитал | 1150 | 1183 | 1279  | 1439  | 1662  | 2231  | 2604 | 1869   | 2190  | 2512  | 1946 | 1561 | 1825 | 3402   | 3057   |